# 虎门水道

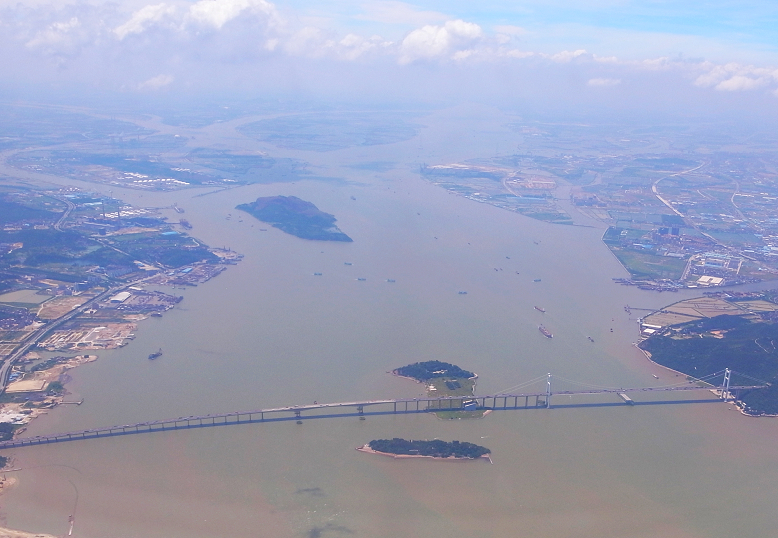
虎门水道和虎门大桥。

虎门水道也称太平水道，是珠江三角洲中的一条水道，位于广东省广州市南沙区与东莞市之间，北起东莞市麻涌镇大盛村东江北干流，接黄埔水道，向东南，至南沙区龙穴街道舢板洲汇入伶仃洋，全长30千米。虎门水道是东江全部径流，西江与北江部分径流的出海通道，沿岸有麻涌水道、倒运海水道、东莞水道等汇入。虎门水道是华南地区水上运输大动脉，在珠江三角洲水系中占有重要地位。中部建有著名的虎门大桥。